# Adult Film Association of America
La Adult Film Association of America, la AFAA, è stata la prima associazione statunitense di produttori cinematografici di film pornografici. Combatté contro le leggi sulla censura, tentando di difendere l'industria dall'accusa di oscenità e tenendo una cerimonia l'anno per la consegna dei premi.

## Storia
Fu fondata a Kansas City nel 1969, con Sam Chernoff della Astro-Jemco Film Co. come primo presidente. Fra gli altri presidenti di rilievo vi sono stati anche il produttore David F. Friedman, eletto come terzo presidente nel 1971 e rieletto quattro volte prima di diventare presidente del consiglio di amministrazione, e l'attrice ed editrice Gloria Leonard.
L'associazione ha tenuto cerimonie di premiazione di film per adulti dal 1976 al 1985 e per un certo tempo sono stati i premi più importanti del genere. Negli anni successivi questa cerimonia fu sempre accusata di parzialità, specialmente per la vittoria di Virginia nel 1984, che portò alla fondazione della X-Rated Critics Organization. Il ruolo di principali premi nell'industria del cinema pornografico statunitense è stato preso dagli AVN Awards, consegnati a partire dal 1984, e dagli XRCO Award, assegnati dal 1985.
Con l'avvento dei nuovi formati video di archiviazione di immagini in movimento, la AFAA si rinomina Adult Film and Video Association of America (AFVAA). Il suo ruolo di associazione di categoria dell'industria dell'intrattenimento per adulti è stato ripreso dalla Free Speech Coalition, formatasi nel 1991, che riconosce l'AFAA come proprio progenitore.

## AFAA awards

### Miglior attore
- 1977: Jamie Gillis (The Opening of Misty Beethoven)
- 1978: Jamie Gillis (A Coming of Angels)
- 1979: Aldo Ray (Sweet Savage)
- 1980: Jamie Gillis (The Ecstasy Girls)
- 1981: John Leslie (Femmine scatenate)
- 1982: John Leslie (Wicked Sensations)
- 1983: John Leslie (Talk Dirty To Me Part II)
- 1984: Paul Thomas (Virginia)
- 1985: John Leslie (pari merito; per Dixie Ray ed Every Woman Has a Fantasy)
- 1986: Jerry Butler (Snake Eyes)

### Miglior attore non protagonista
- 1977: Carlos Tobalina (Tell Them Johnny Wadd Is Here)
- 1978: John Leslie (A Coming of Angels)
- 1979: Roger Caine (Bad Penny) & John Seeman (Sweet Savage)
- 1980: Bobby Astyr (People)
- 1981: Richard Pacheco (Femmine scatenate)
- 1982: Richard Bolla (Outlaw Ladies) & Richard Pacheco (Nothing to Hide)
- 1983: Jamie Gillis (Roommates)
- 1984: Ron Jeremy (Suzie Superstar)
- 1985: Ron Jeremy (All the Way In)
- 1986: John Leslie (Taboo IV)

### Miglior attrice
- 1977: Jennifer Welles (Little Orphan Sammy)
- 1978: Georgina Spelvin (Le dolci intimità di Annette)
- 1979: Desiree Cousteau (Desiree la grande insaziabile)
- 1980: Samantha Fox (Jack 'N' Jill)
- 1981: Samantha Fox (Tramp)
- 1982: Georgina Spelvin (The Dancers)
- 1983: Veronica Hart (Roommates)
- 1984: Kelly Nichols (In Love)
- 1985: Rachel Ashley (Every Woman Has a Fantasy)
- 1986: Gloria Leonard (Taboo American Style (The Miniseries))

### Miglior attrice non protagonista
- 1977: Georgina Spelvin (Ping Pong)
- 1978: Annette Haven (A Coming of Angels)
- 1979: Georgina Spelvin (Take Off)
- 1980: Georgina Spelvin (The Ecstasy Girls)
- 1981: Georgina Spelvin (Urban Cowgirls)
- 1982: Holly McCall (Nothing to Hide)
- 1983: Veronica Hart (Foxtrot)
- 1984: Kay Parker (Sweet Young Foxes)
- 1985: Chelsea Blake (Great Sexpectations)
- 1986: Lisa De Leeuw (Raw Talent)

### Miglior regista
- 1977: Henry Paris (A bocca piena)
- 1978: Alex de Renzy (Baby Face)
- 1979: Armand Weston (Take Off)
- 1980: Henri Pachard (Babylon Pink)
- 1981: Tsanusdi (Urban Cowgirls)
- 1982: Anthony Spinelli (Nothing To Hide)
- 1983: Chuck Vincent (Roommates)
- 1984: Henri Pachard (The Devil In Miss Jones Part II)
- 1985: Anthony Spinelli (Dixie Ray)
- 1986: Henri Pachard (Taboo American Style)

### Miglior film
- 1977	A bocca piena (The Opening of Misty Beethoven)
- 1978	Le dolci intimità di Annette (Desires Within Young Girls)
- 1979	Legend of Lady Blue
- 1980	Babylon Pink
- 1981	Femmine scatenate (Talk Dirty to Me); Urban Cowgirls
- 1982	Nothing to Hide
- 1983	Roommates
- 1984	The Devil in Miss Jones, Part II
- 1985	Dixie Ray, Hollywood Star
- 1986	Taboo American Style 1: The Ruthless Beginning

### Miglior sceneggiatura
- 1977: A bocca piena (The Opening of Misty Beethoven)
- 1978: Le dolci intimità di Annette (Desires Within Young Girls)
- 1979: Legend of Lady Blue
- 1980: The Ecstasy Girls
- 1981: The Budding of Brie
- 1982: The Dancers
- 1983: Roommates
- 1984: In Love
- 1985: Dixie Ray, Hollywood Star
- 1986: Raw Talent

### Migliore scena di sesso
- 1983: Virginia (nessuna scena specificata)
- 1984: Firestorm ("Red Scene")
- 1985: Vortice erotico (New Wave Hookers); Passage Thru Pamela (pari merito)